# 布鲁诺·维辛廷
布鲁诺·维辛廷（義大利語：Bruno Visintin，1932年11月23日—2015年1月11日），意大利男子拳击运动员。他曾代表意大利参加1952年夏季奥林匹克运动会拳击比赛，获得男子轻沉量级铜牌。